# Uncial 099
Uncial 099 (numeração de Gregory-Aland), ε 47 (von Soden), é um manuscrito uncial grego do Novo Testamento, datado pela paleografia para o século VII.

## Descoberta
Codex contém o texto do Evangelho segundo Marcos (16,6-8) em 1 folha de pergaminho (32 x 26 cm). O texto está escrito com duas colunas por página, contendo 32 linhas cada.
O texto grego desse códice é um representante do Texto-tipo misto. Kurt Aland colocou-o na Categoria III.
Actualmente acha-se no Bibliothèque nationale de France (Copt. 129,8) em Paris.